# Arbuckle
Arbuckle és una concentració de població designada pel cens dels Estats Units a l'estat de Califòrnia. Segons el cens del 2000 tenia 2.332 habitants.

## Demografia
Segons el cens del 2000, Arbuckle tenia 2.332 habitants, 650 habitatges, i 533 famílies. La densitat de població era de 652,5 habitants per km².
Dels 650 habitatges en un 52,6% hi vivien nens de menys de 18 anys, en un 63,2% hi vivien parelles casades, en un 12,6% dones solteres, i en un 18% no eren unitats familiars. En el 15,2% dels habitatges hi vivien persones soles el 8,3% de les quals corresponia a persones de 65 anys o més que vivien soles. El nombre mitjà de persones vivint en cada habitatge era de 3,59 i el nombre mitjà de persones que vivien en cada família era de 3,98.
Per edats la població es repartia de la següent manera: un 35,9% tenia menys de 18 anys, un 12% entre 18 i 24, un 27,8% entre 25 i 44, un 15,7% de 45 a 60 i un 8,5% 65 anys o més.
L'edat mediana era de 26 anys. Per cada 100 dones de 18 o més anys hi havia 106,5 homes.
La renda mediana per habitatge era de 35.463 $ i la renda mediana per família de 36.573 $. Els homes tenien una renda mediana de 25.875 $ mentre que les dones 22.865 $. La renda per capita de la població era de 13.225 $. Entorn del 16,3% de les famílies i el 17,4% de la població estaven per davall del llindar de pobresa.

## Poblacions més properes
El següent diagrama mostra les poblacions més properes.